# أندرو وليامز (صانع أفلام وثائقية)
أندرو وليامز (بالإنجليزية: Andrew Williams)‏ هو صانع أفلام وثائقية بريطاني، ولد في 8 مايو 1962 في شفيلد في المملكة المتحدة.

## وصلات خارجية
- الموقع الرسمي